# Música do Kosovo
A música sempre foi parte da cultura albanesa e sérvia no Kosovo.
No Kosovo, juntamente com a música moderna, a música popular é o mais popular. Existem muitos cantores populares e conjuntos. O conjunto é multicultural. A música clássica também é conhecida no Kosovo. A música moderna no Kosovo tem sua origem nos países ocidentais. Os principais gêneros modernos incluem: Pop, Hip Hop, Rap, Rock e Jazz.

## Música albanesa no Kosovo
É caracterizada pelo uso de çiftelia (instrumento de uma autêntica albanês), bandolim, mandola e percussão. As mais notáveis bandas de rock albanês são: Gjurmët, Diadema, Toxin, Purgatory, Troja, Votra, Humus, Asgjë Sikur Dielli, Kthjellu, Cute Babulja, Babilon, etc. Jazz Drummer e Ilir Bajri são dois notáveis músicos de jazz eletrônic além de Rita Ora que nasceu na Pristina na então República da Iugoslávia, hoje Kosovo, e se mudou para o Reino Unido no mesmo ano uma grande cantora que também faz sucesso internacionalmente. Dua Lipa premiada com o Grammy Award duas vezes também e filha de pais albaneses. Seus pais que são do Kosovo, deixaram a cidade de Pristina durante a Guerra Civil da Iugoslávia em meados da década de 1990 e se mudaram para Londres. Além das duas inglesas, temos duas cantoras de sucesso, Ava Max e Bebe Rexha, duas norte-americanos de origem albanesa. No caso de Ava Max seus pais — albaneses — fugiram de seu país natal para a França em 1990, onde moraram por um ano, e logo após conseguiram passaportes para os EUA, para onde se mudaram e vivem atualmente. Bebe Rexha nasceu no Brooklyn, Nova Iorque, com pais de etnia albanesa de Debar, Macedônia do Norte.